# Rafael Ynoa
Argelis Rafael Ynoa Rodriguez (né le 7 août 1987 à Santiago de los Caballeros, Santiago, République dominicaine) est un joueur de champ intérieur des Rockies du Colorado de la Ligue majeure de baseball.

## Carrière
Rafael Ynoa amorce sa carrière professionnelle dans l'organisation des Dodgers de Los Angeles, où il joue au deuxième but et parfois à l'arrêt-court pour leurs clubs affiliés en ligues mineures de 2006 à 2013.
En 2014, il rejoint les Rockies du Colorado et fait ses débuts dans le baseball majeur le 1er septembre, face aux Giants de San Francisco. Il entre dans le match en 5e manche comme remplaçant au deuxième but et frappe 3 coups sûrs en 4 passages au bâton, avec un point produit. Il est le 3e joueur de l'histoire des Rockies à réussir 3 coups sûrs à son premier match dans les majeures, et le premier depuis Jason Jennings en 2001. Frappeur ambidextre, Ynoa en réussit d'ailleurs comme frappeur droitier et gaucher dans cette rencontre. Son premier coup sûr en carrière est réussi face au lanceur Tim Hudson.